# WBSCオセアニア
WBSCオセアニア（英語: WBSC Oceania）は、オセアニアにおける各国の野球・ソフトボール協会を統括する、世界野球ソフトボール連盟（WBSC）傘下の大陸連盟。

## 概要
オセアニア野球連盟（英語: Baseball Confederation of Oceania、略称: BCO）とオセアニアソフトボール連盟（英語: Oceania Softball Confederation、略称: OSC）が2018年12月に統合され、WBSCオセアニアが設立された。アフリカ（1990年）、ヨーロッパ（2018年2月）に次いで、野球・ソフトボールの両競技を統括する3つ目の大陸連盟となった。
オセアニア野球連盟は1989年創設。2006年には加盟国・地域にトレーニング施設を提供するなど、積極的に野球の普及に取り組んできた。

## 主な主催・協賛大会

### 野球
- オセアニア野球選手権大会

### ソフトボール
- 男子ソフトボールオセアニア選手権

## 加盟国・地域
2023年12月現在
| 国・地域           | コード | 野球 | SB | 備考     |
| ------------------ | ------ | ---- | -- | -------- |
| アメリカ領サモア   | ASA    | ●    | ●  |          |
| オーストラリア     | AUS    | ●    | ●  |          |
| フィジー           | FIJ    | ●    | － |          |
| ミクロネシア連邦   | FSM    | ●    | ●  |          |
| グアム             | GUM    | ●    | ●  |          |
| マーシャル諸島     | MHL    | ●    | ●  |          |
| 北マリアナ諸島     | MNP    | ●    | ●  | [ 注 1 ] |
| ニューカレドニア   | NCL    | ●    | － | [ 注 1 ] |
| ニュージーランド   | NZL    | ●    | ●  |          |
| パラオ             | PLW    | ●    | ●  |          |
| パプアニューギニア | PNG    | ●    | ●  |          |
| ソロモン諸島       | SOL    | ●    | ●  |          |
| トンガ             | TGA    | ●    | ●  |          |